# Shizue Kawarazaki
Shizue Kawarazaki (河原崎しづ江, Kawarazaki Shizue), née le 25 janvier 1908 et morte le 1er janvier 2002, est une actrice japonaise qui a eu plusieurs noms de scène dont Shizue Yamagishi qui est son nom de jeune fille. 

## Biographie
Elle est née dans l'ancien quartier de Nihonbashi aujourd'hui situé dans l'arrondissement Chūō de Tokyo. En 1923, elle sort diplômée de l'école du théâtre impérial. Elle épouse Nobutake Ōkōchi (ja), le fils aîné d'une famille noble dont elle a un fils. En 1931, elle participe à la fondation de la troupe de théâtre Zenshin-za (ja) et se produit sur scène sous le nom de scène Shizue Yamagishi. En 1932, son mari est arrêté, car il est affilié au Parti communiste.
En 1936, elle divorce et épouse Chōjūrō Kawarasaki (ja), qui dirige la troupe Zenshin-za. En 1949, elle rédige un article intitulé « The Road I Walked » dans le magazine Working Women de la Fédération culturelle démocratique du Japon. En 1968, elle quitte la compagnie de théâtre et tourne dans plusieurs films. Elle apparaît pour la dernière fois au cinéma en 1971 dans La Cérémonie de Nagisa Ōshima.

### Vie privée
Ses trois fils issus de son second mariage, Chōichirō Kawarasaki (ja), Jirō Kawarazaki (ja) et Kenzō Kawarasaki (ja) sont acteurs.
La sœur cadette de Shizue Kawarazaki, Miyoko Yamagishi, est également actrice, et sa fille (la nièce de Shizue) est Shima Iwashita.

## Filmographie
Sauf indication contraire, la filmographie de Shizue Kawarazaki est établie à partir de la base de données JMDb,

### Sous le nom de Shizue Yamagishi
- 1933 : Danshichishigure (段七しぐれ?) d'Eiichi Koishi (ja)
- 1935 : Shimizu no Jirochō (清水次郎長?) de Tomiyasu Ikeda
- 1935 : Le Tatoué de la ville (街の入墨者, Machi no irezumimono?) de Sadao Yamanaka

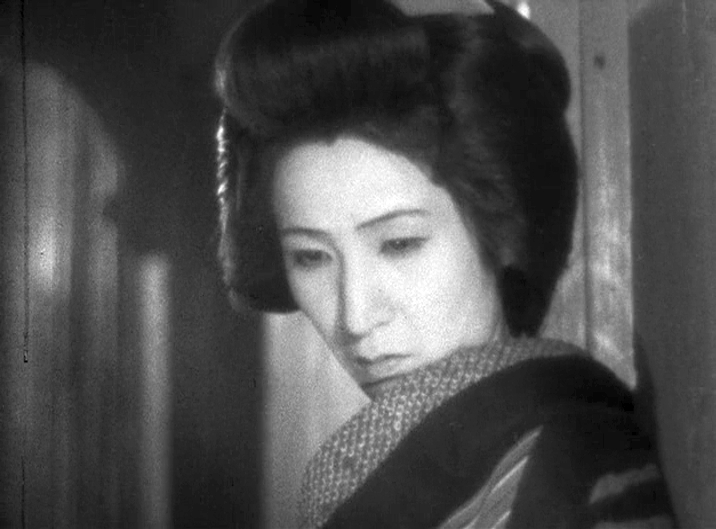
Shizue Kawarazaki dans Kōchiyama Sōshun (1936).

- 1936 : Kōchiyama Sōshun (河内山宗俊?) de Sadao Yamanaka : Oshizu
- 1936 : Les Mille et une nuits de vagabondage (股旅千一夜, Matatabi sen'ichiya?) de Hiroshi Inagaki
- 1937 : Le Bandit samouraï (戦国群盗伝 前篇 虎狼, Sengoku guntō-den zenpen: Tora ōkami?) d'Eisuke Takizawa
- 1937 : Le Bandit samouraï II (戦国群盗伝 後篇 暁の前進, Sengoku guntō-den kōhen: Akatsuki no zenshin?) d'Eisuke Takizawa
- 1937 : Pauvres Humains et Ballons de papier (人情紙風船, Ninjo kamifūsen?) : Otaki
- 1937 : Shinsengumi (新選組?) de Sotoji Kimura
- 1938 : La Chute des Abe (阿部一族, Abe ichizoku?) de Hisatora Kumagai : Toe
- 1938 : Ōma no tsuji: Edo no maki (逢魔の辻 江戸の巻?) d'Eisuke Takizawa
- 1940 : Banzuiin Chōbei (幡随院長兵衛?) de Yasuki Chiba
- 1941 : La Vengeance des 47 rōnin (元禄忠臣蔵 前篇, Genroku chūshingura?) de Kenji Mizoguchi

### Sous le nom de Shizue Kawarazaki
- 1951 : Nous sommes vivants (どっこい生きてる, Dokkoi ikiteru?) de Tadashi Imai[6]
- 1952 : Tempête sur Hakone (箱根風雲録, Hakone fūunroku?) de Satsuo Yamamoto[7]
- 1953 : Hiroshima (ひろしま?) de Hideo Sekigawa[8]
- 1953 : Les Bateaux de l'enfer (蟹工船, Kanikōsen?) de Sō Yamamura[9]
- 1955 : La Belle et le Dragon (美女と怪龍, Bijo to kairyu?) de Kōzaburō Yoshimura
- 1969 : Double suicide à Amijima (心中天網島, Shinjū: Ten no amijima?) de Masahiro Shinoda : la mère d'Osan
- 1971 : La Cérémonie (儀式, Gishiki?) de Nagisa Ōshima : Tomiko Sakurada